# Nationaal park Isalo
Nationaal park Isalo (Frans: Parc national de l'Isalo) is een nationaal park in de zuidelijke Malagassische regio Ihorombe. Het nationaal park werd ingesteld in 1962 en wordt vanwege de grillige rotsmassieven ook wel het 'Colorado van Madagaskar' genoemd. De naam Isalo komt ofwel van de endemische plantensoort Ischnolepis graminifolia (lokale naam: Salotse) of is een verbastering van de naam van een Portugees (Salomon) die hier in de 16e eeuw verbleef.

## Geografie
Het nationaal park heeft een oppervlakte van 815,4 km², waarmee Isalo na het nationaal park Masoala het op een na grootste nationale park van Madagaskar is. Het nationale park bevindt zich op een hoogte van 820 tot 1240 meter boven de zeespiegel. Het ligt in een gebied met een tropisch droog klimaat. Het park bestaat uit een bergmassief (Isalogebergte) dat zich van noord naar zuid uitspreidt over bijna 100 kilometer en getekend wordt door bizarre met rotsplanten begroeide Jurassische zandsteenformaties, diepe kloven, steile pieken, uitgeloogde grotten, met (vooral) bismarckpalmen begroeide en met rivieren doorstroomde graslanden die lijken op de continentale Afrikaanse savannes. De belangrijkste kloven zijn de Canyon des Rats ("muizenkloof") en de Canyon des Singes ("apenkloof"), die ook wel Canyon des Makis ("makikloof") wordt genoemd, daar hier veel maki's te zien zijn. Een andere bekende plek in het park is het dal van de rivier de Namaza, waar zich ook meerdere poeltjes bevinden.
Het park wordt bedreigd door illegale natuurbranden, die bossen in de as leggen en zo het grasland dat door het vee kan worden gebruikt vergroten.
Het park is te bereiken vanaf de RN 7 van Antananarivo (700 kilometer) naar Toliara (200 kilometer). De dichtstbijzijnde grote plaatsen zijn Ranohira en Ilakaka. De ingang ligt vanaf Ranohira (aan de RN 7) 12 kilometer naar het noorden, in de richting van het dorp Tomantsoa en vandaaruit naar het westen naar het dorp Siombivotsy, waar zich de parkingang bevindt.

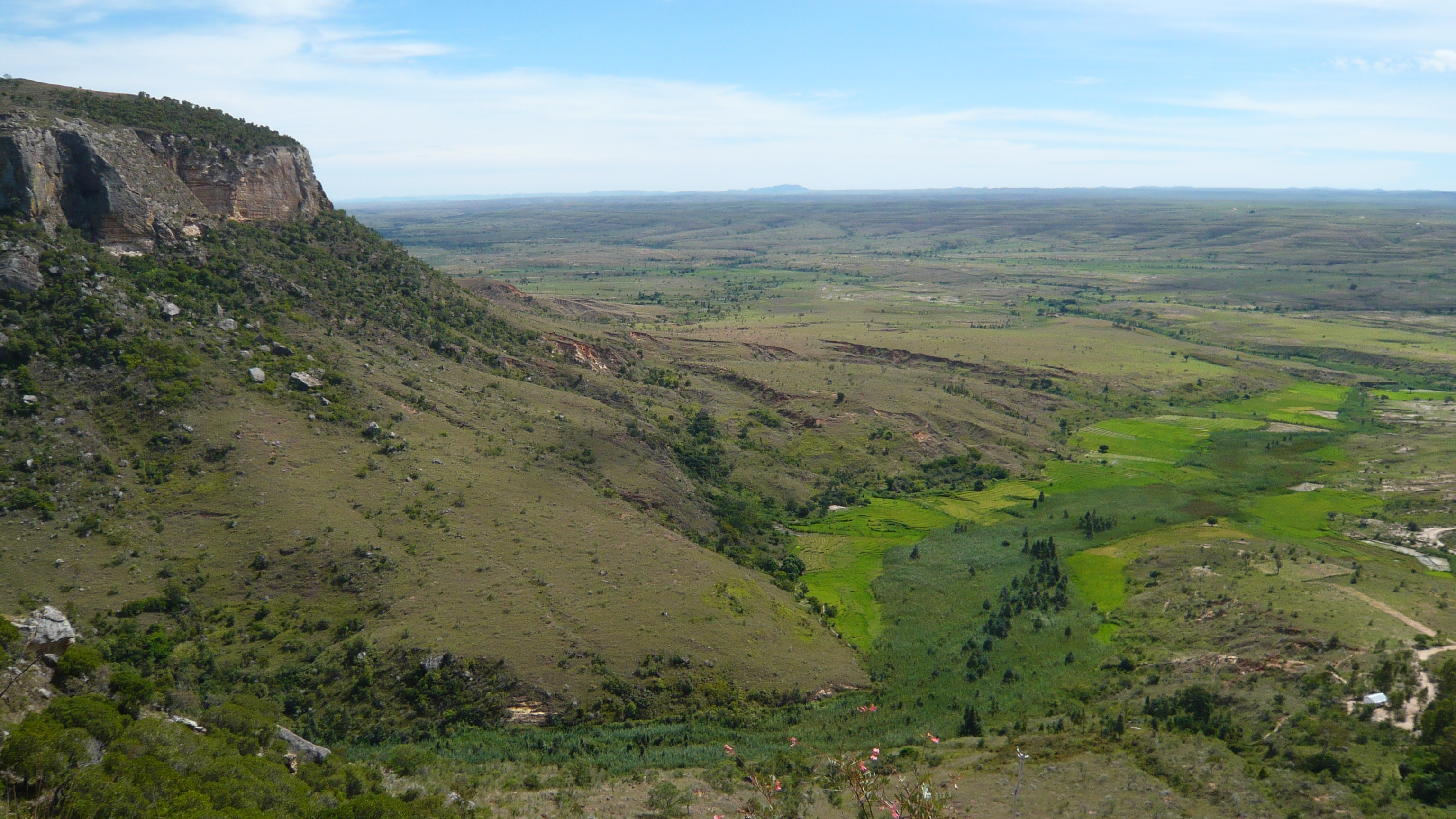
Gezicht op een van de valleien vanaf het massief
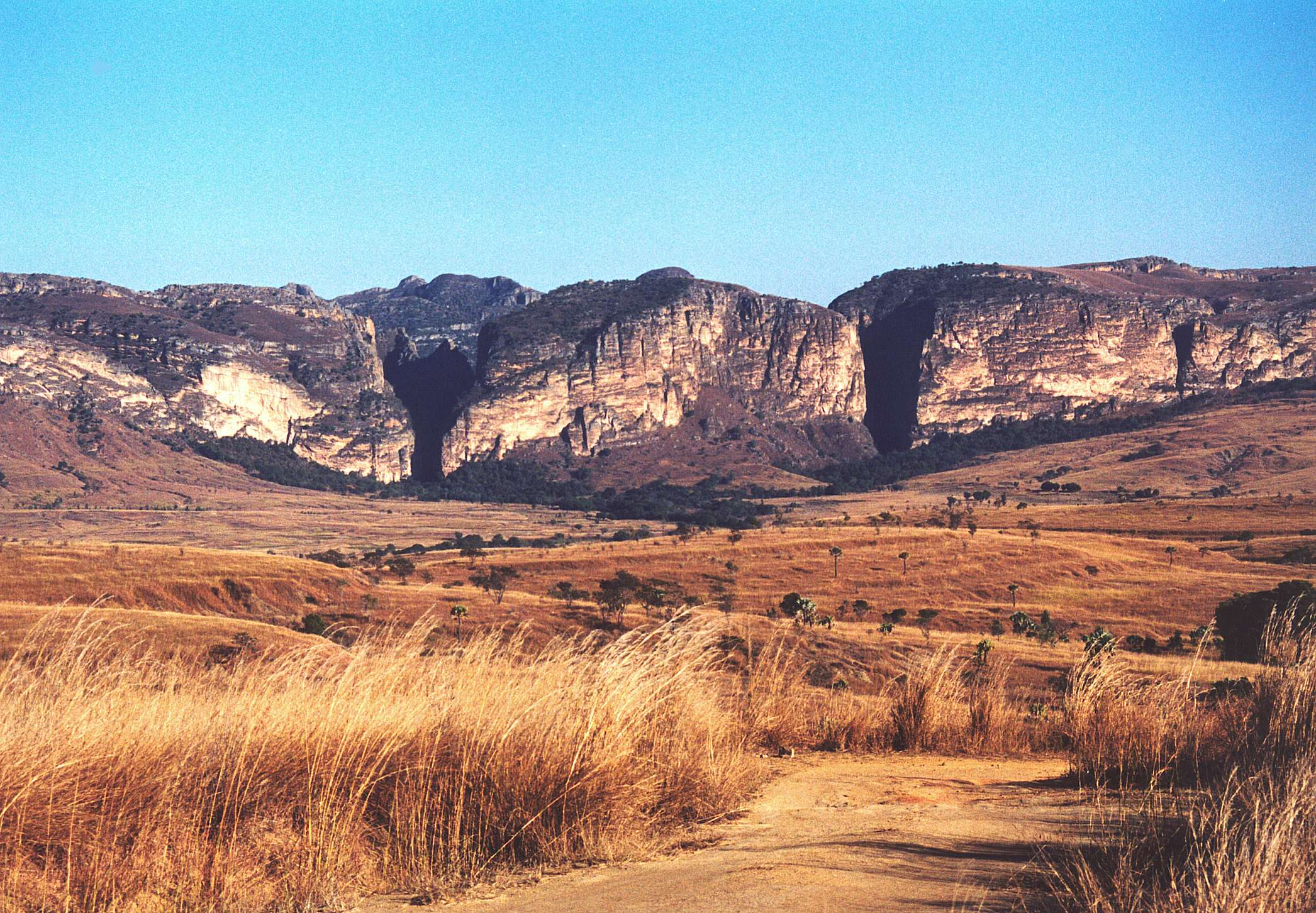
Canyon des Rats (links) en Canyon des Singles/Makis (rechts) in het Isalogebergte
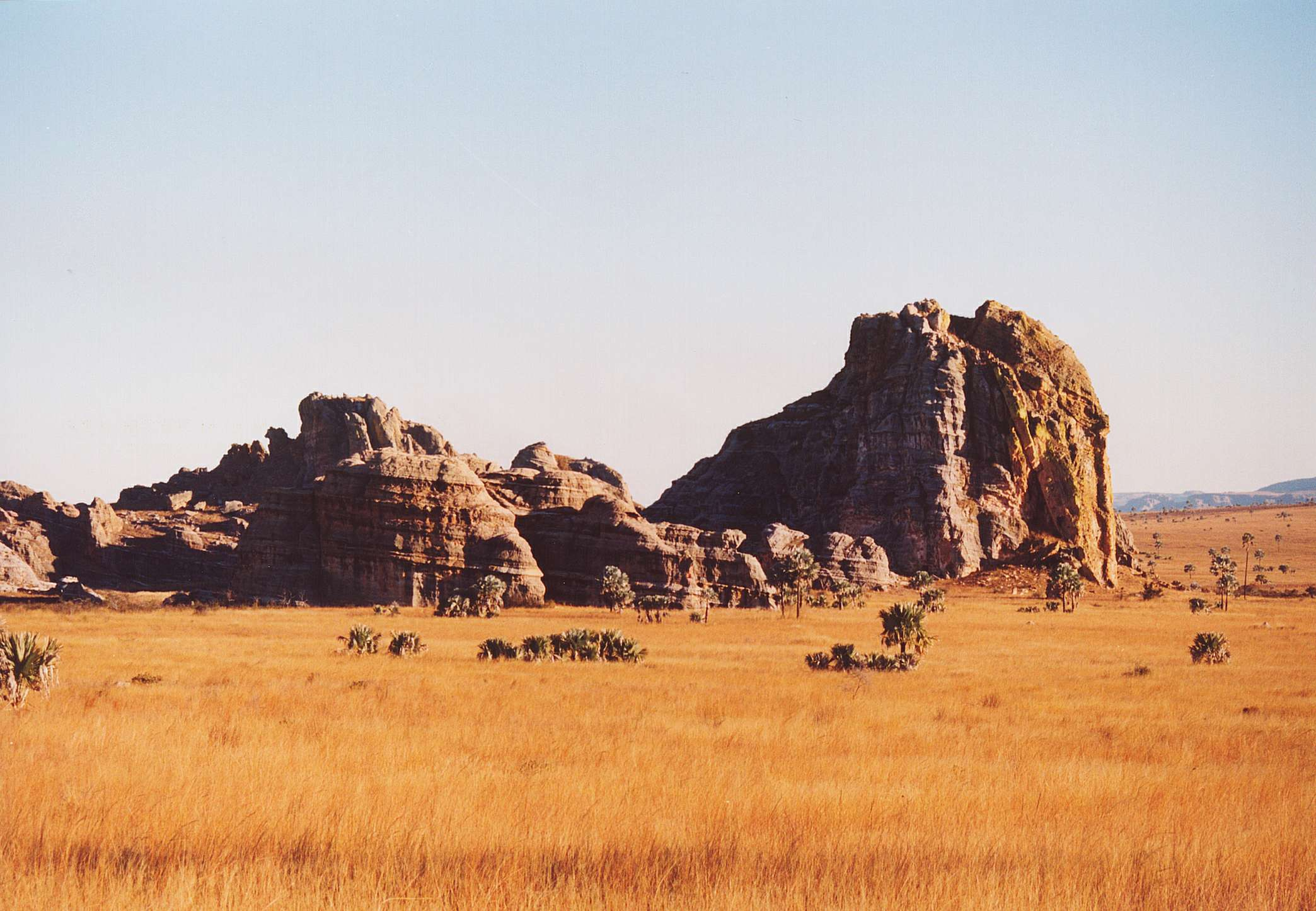
Droge graslanden met een rotsmassief op de achtergrond
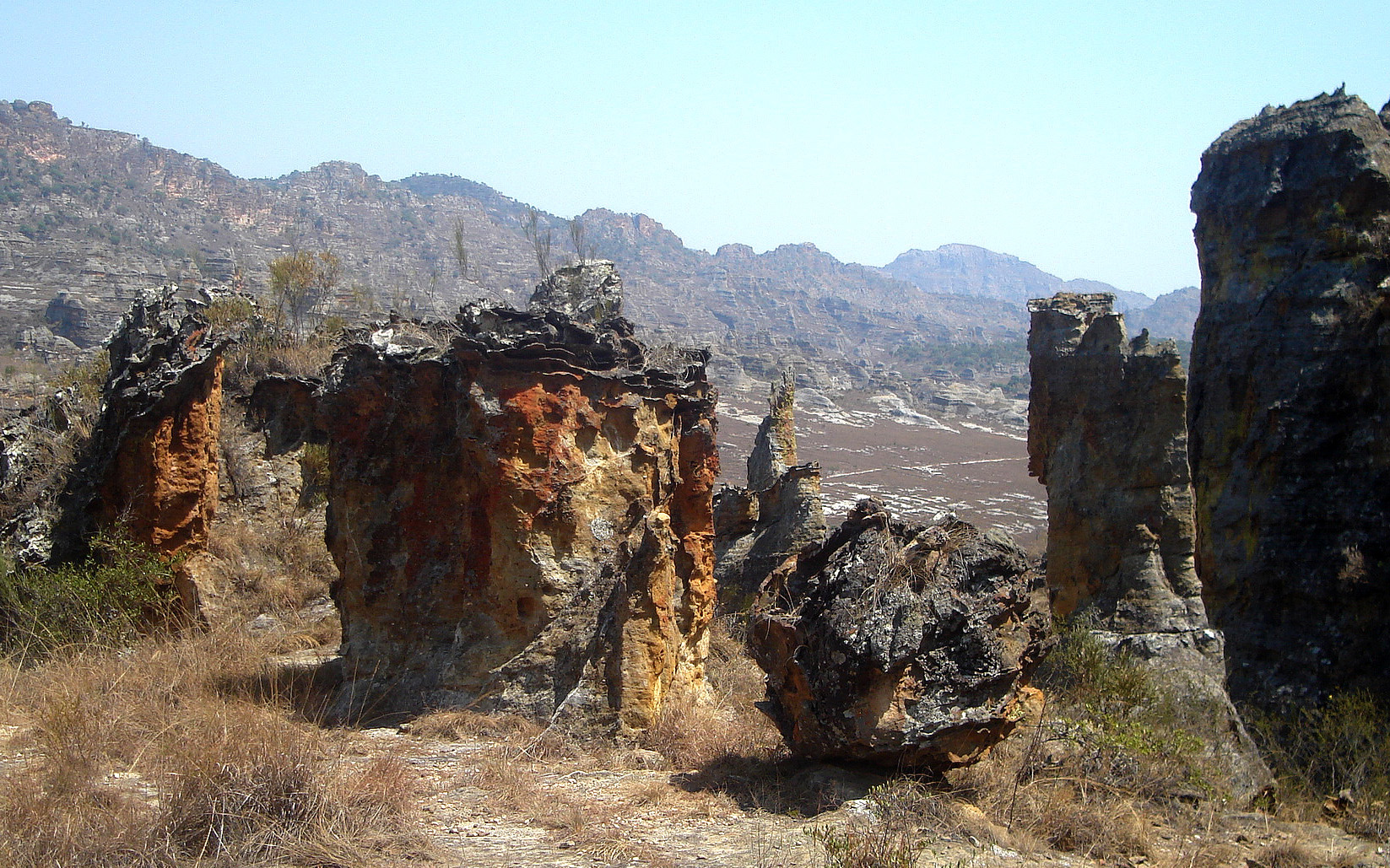
Grillige rotsformaties
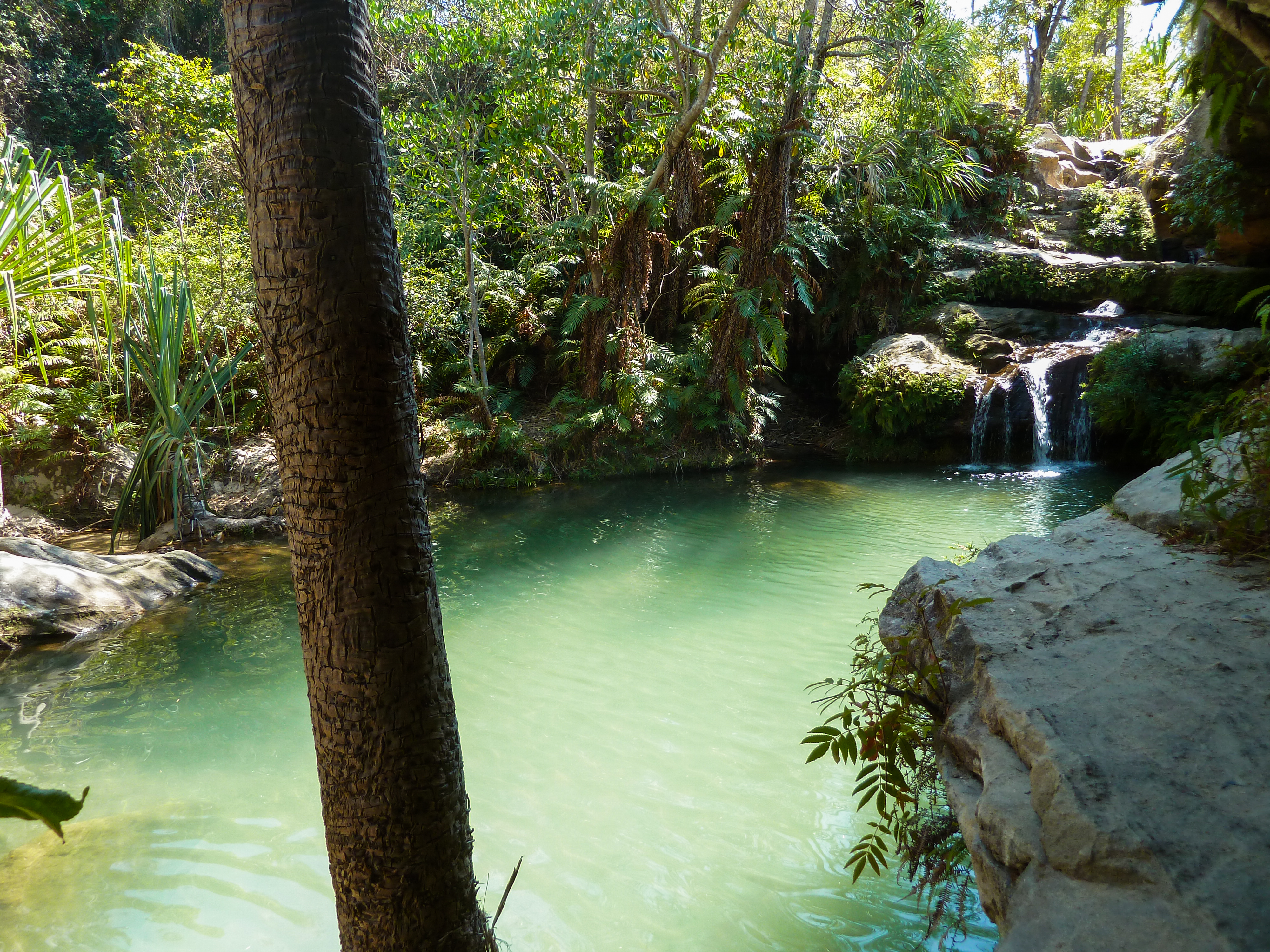
De 'Piscine Naturelle' is een waterpoel nabij het dal van de Namaza
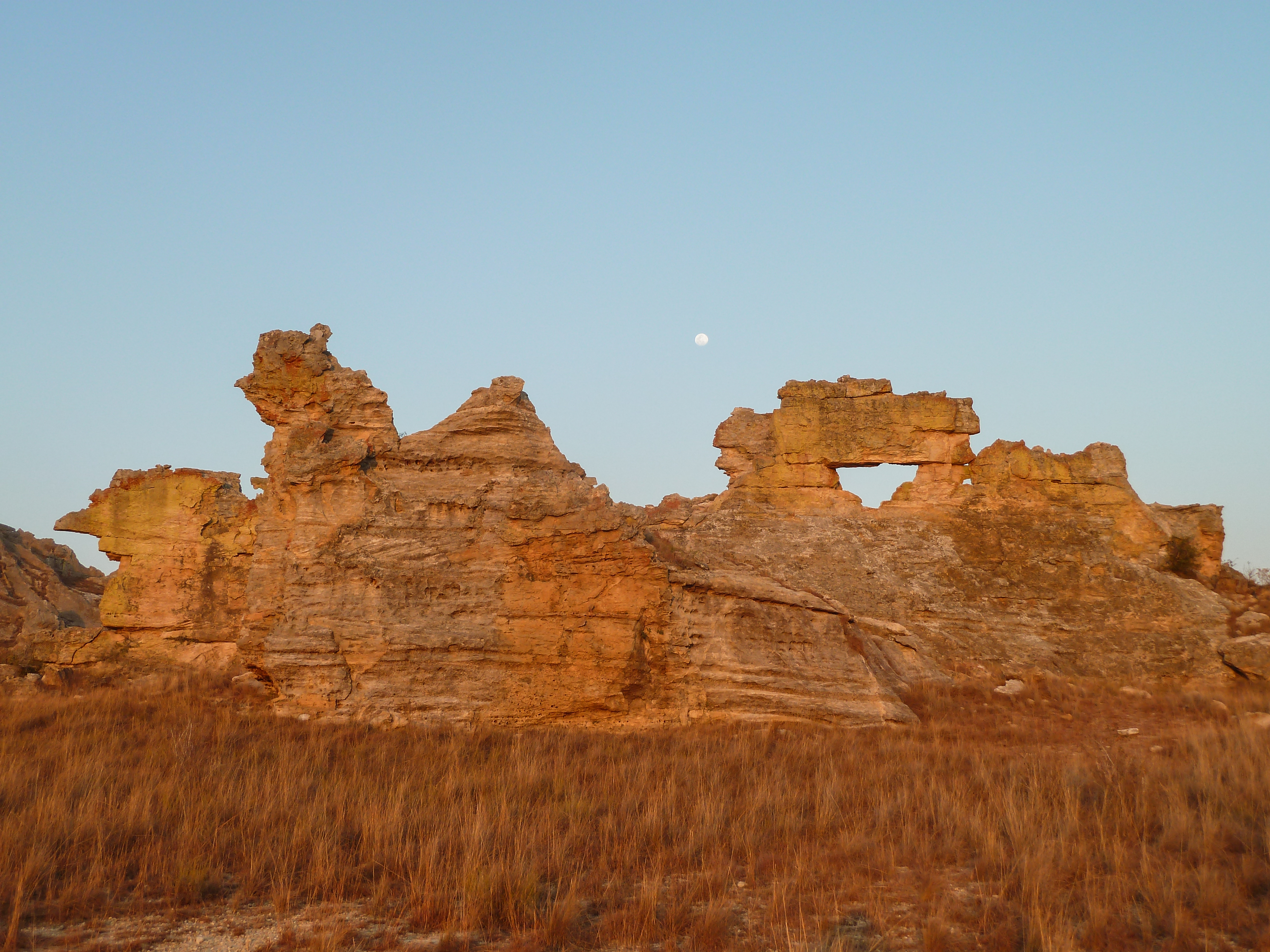
De 'Fenetre d'Isalo' ("raam van Isalo") is een populaire toeristische attractie bij zonsondergang
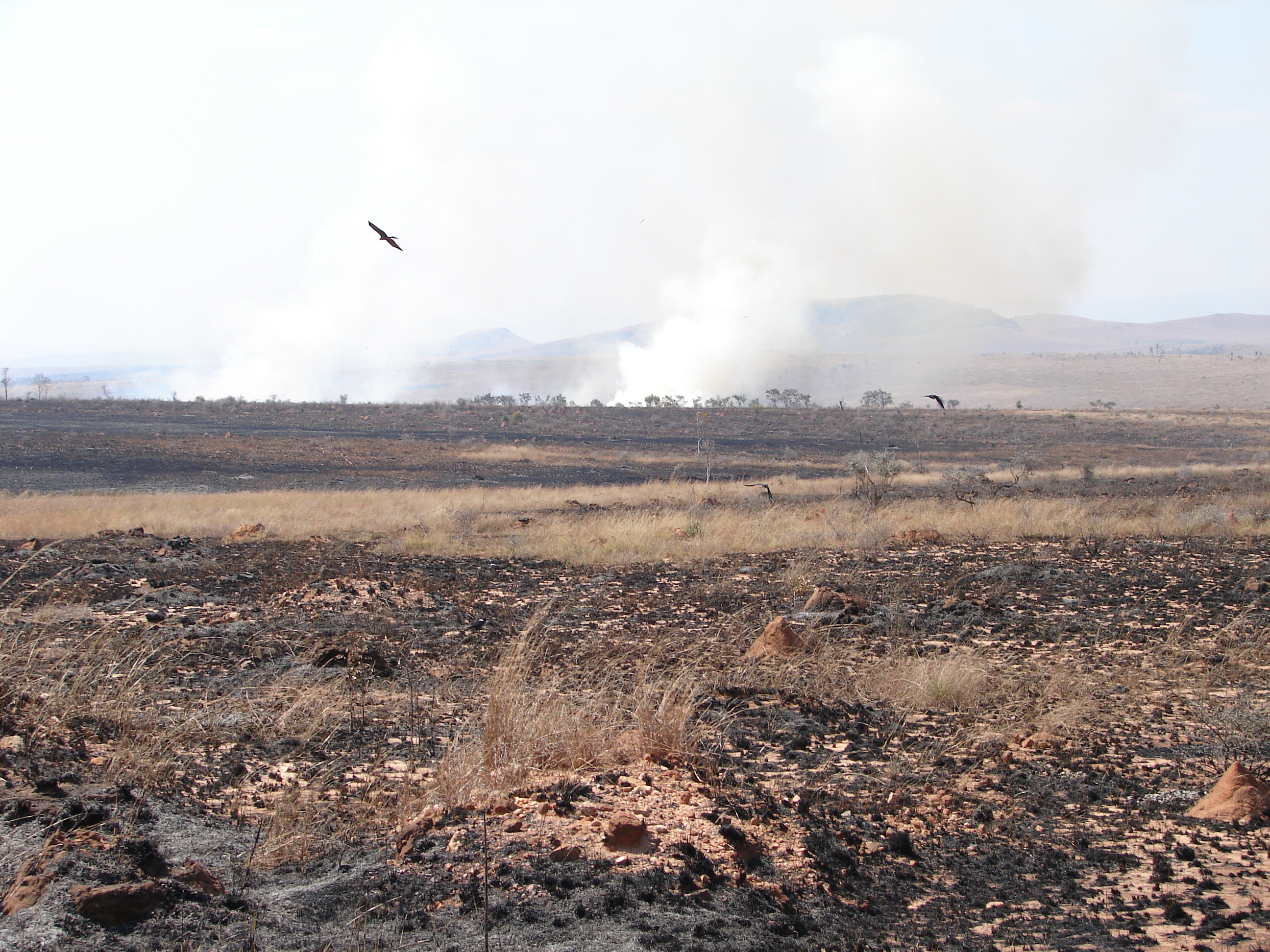
Natuurbranden zorgen voor veel verwoesting

## Flora
Het nationaal park telt meer dan 400 soorten planten. De vegetatierijkdom is met name groot in de kloven en omvat verschillende endemische soorten, zoals de palmsoorten Chrysalidocarpus isaloensis en Ravenea rivularis, de maagdenpalmen Pachypodium horombense, Pachypodium rosulatum en Catharantus ovalis, de aloësoort Aloe isaloensis, de tweezaadlobbige Sarcolaena isaloensis en Crossandra isaloensis en de lipbloemige Tetradenia isaloensis. De endemische orchideeënsoort Aeranthes henricii komt alleen in de kloven van Isalo voor. De palmsoort Bismarckia nobilis is vuurbestendig en koloniseert langzaam de savannes van Isalo.

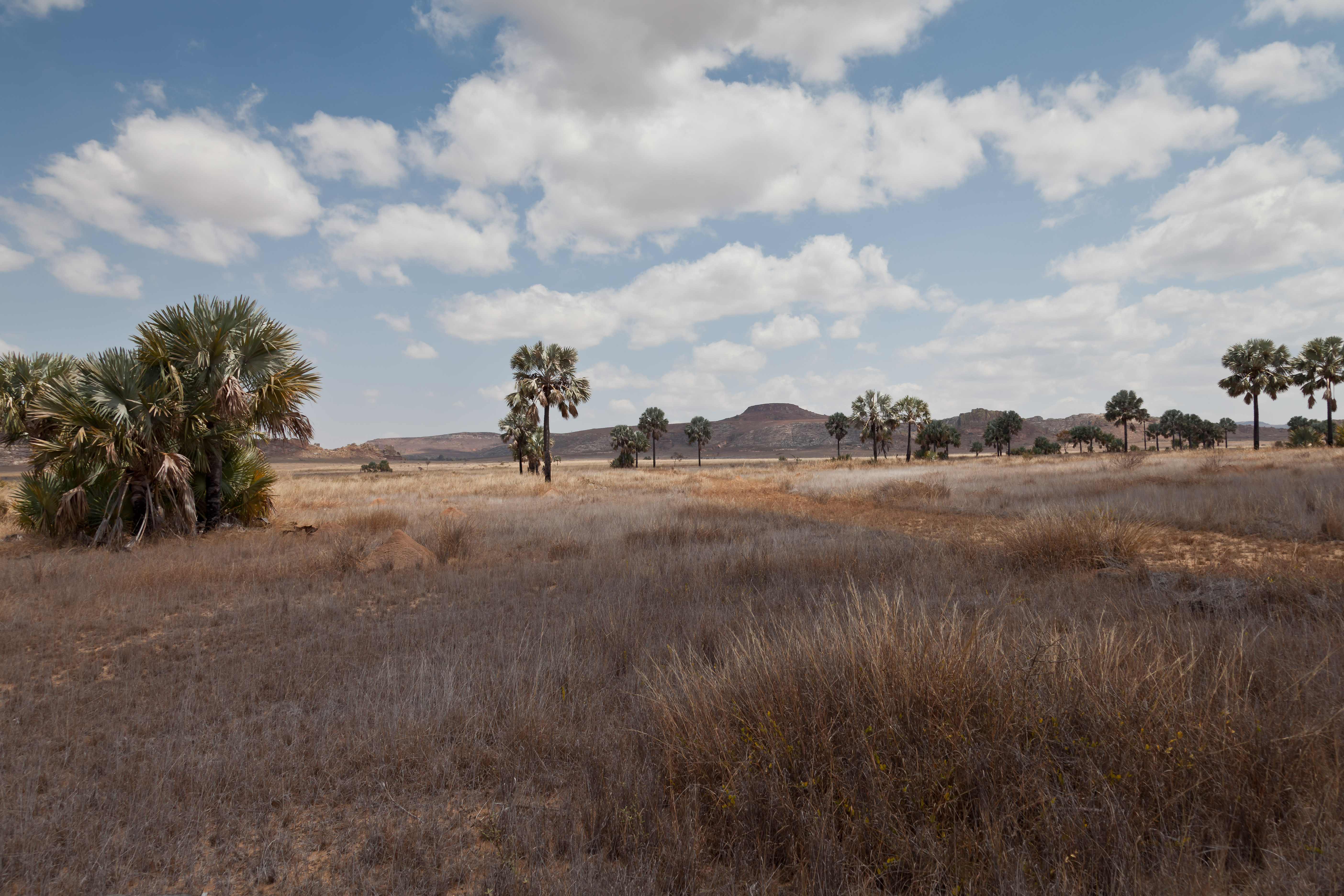
Bismarckpalmen op de savanne van Isalo
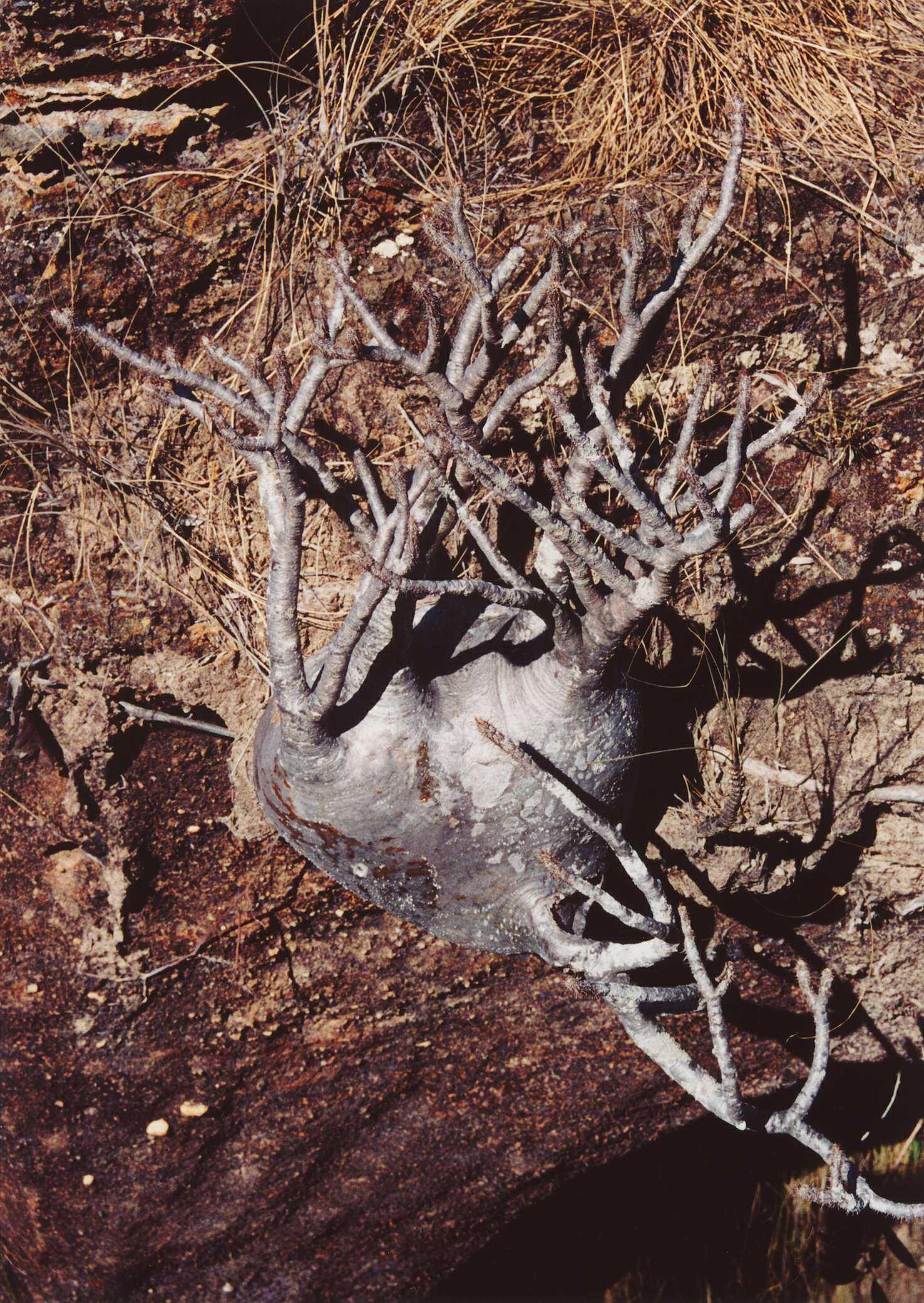
Pachypodium horombense wordt ook wel 'olifantsvoet' ('vontakakely'), 'mini-babobab' of 'bonsai-baobab' genoemd
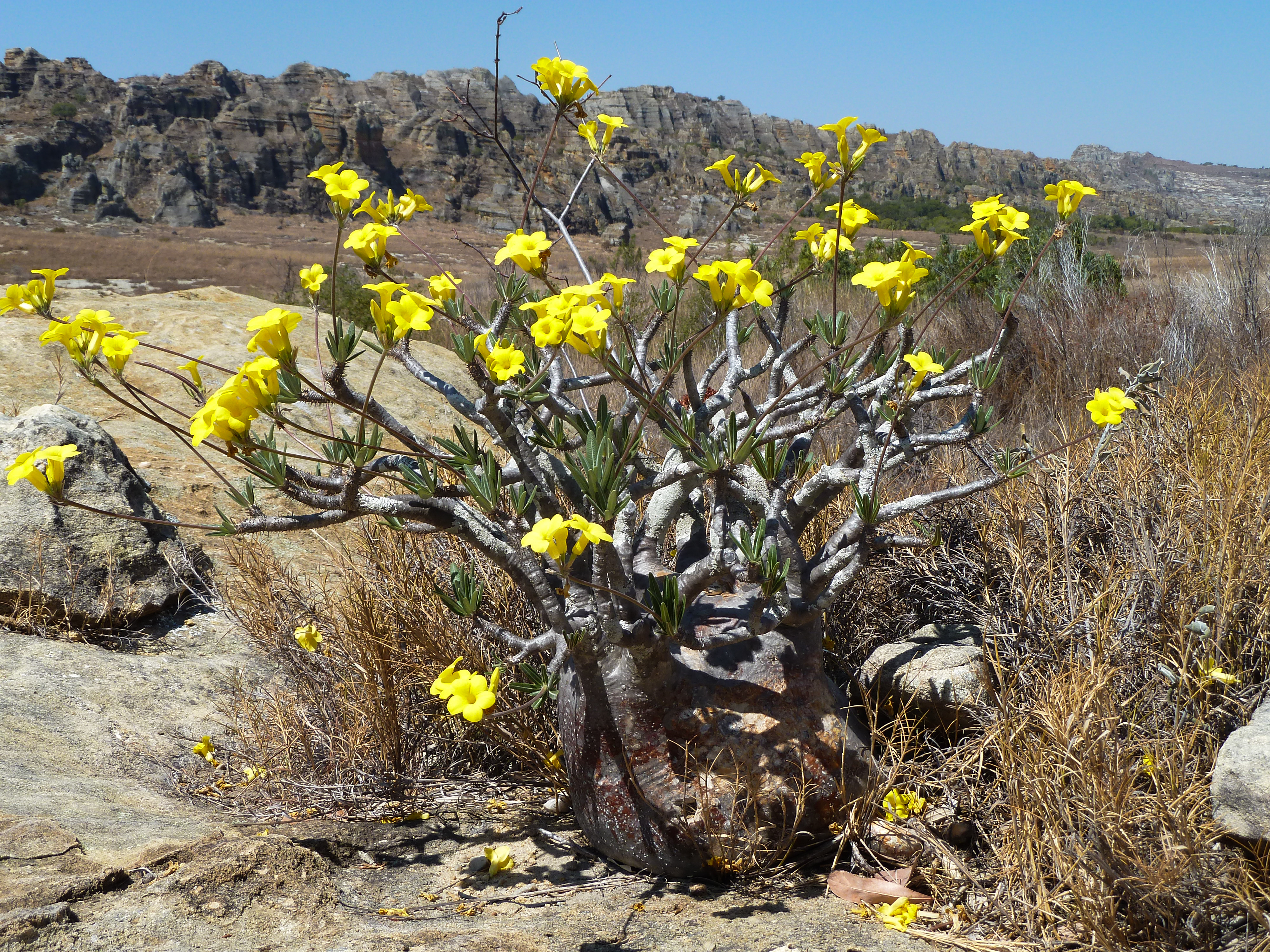
Bloeiende Pachypodium rosulatum

## Fauna
In het park komen 340 diersoorten voor, waaronder 82 soorten vogels, 33 soorten reptielen, 15 soorten kikkers en 14 soorten zoogdieren.
Zoogdieren in het park zijn onder andere de fretkat (fossa) en een zestal lemuren. Dit zijn de diurnale Eulemur rufifrons, ringstaartmaki en verreauxsifaka en de nocturnale coquereldwergmaki, dwergmuismaki en roodstaartwezelmaki. Volgens andere bronnen leven er ook vetstaartkatmaki's. Er zijn verder twee endemische vleermuissoorten; de reuzenrondbladneus en de Eptesicus malagasyensis, die alleen in de vallei van Isalo voorkomt.
Vogelsoorten in het park zijn onder andere de bosrotslijster (ondersoort Monticola sharpei bensoni), dodaars, hamerkop, holenkiekendief, knobbeleend, koereiger, kuifibis, madagaskarbuizerd, madagaskarkiekendief, madagaskarpatrijs, madagaskartorenvalk, madagaskarvalkuil, reunionkiekendief, roodsnavelpijlstaart, slechtvalk, witwangfluiteend, woestijnvalk en de zwarte wouw.
Tot de reptielensoorten in het park behoren de Dumerils Madagaskar-boa, Bibilava lateralis, Madagascarophis colubrinus, Oplurus quadrimaculatus en een aantal soorten kortstaartkameleons en madagaskarkameleons.
Kikkersoorten in het park zijn onder andere Boophis occidentalis, Gephyromantis corvus, Heterixalus luteostriatus, Mantella betsileo, Mantella expectata en Scaphiophryne gottlebei.
- Mannetjesringstaartmaki markeert een twijgje met de stinkklier op zijn onderarm

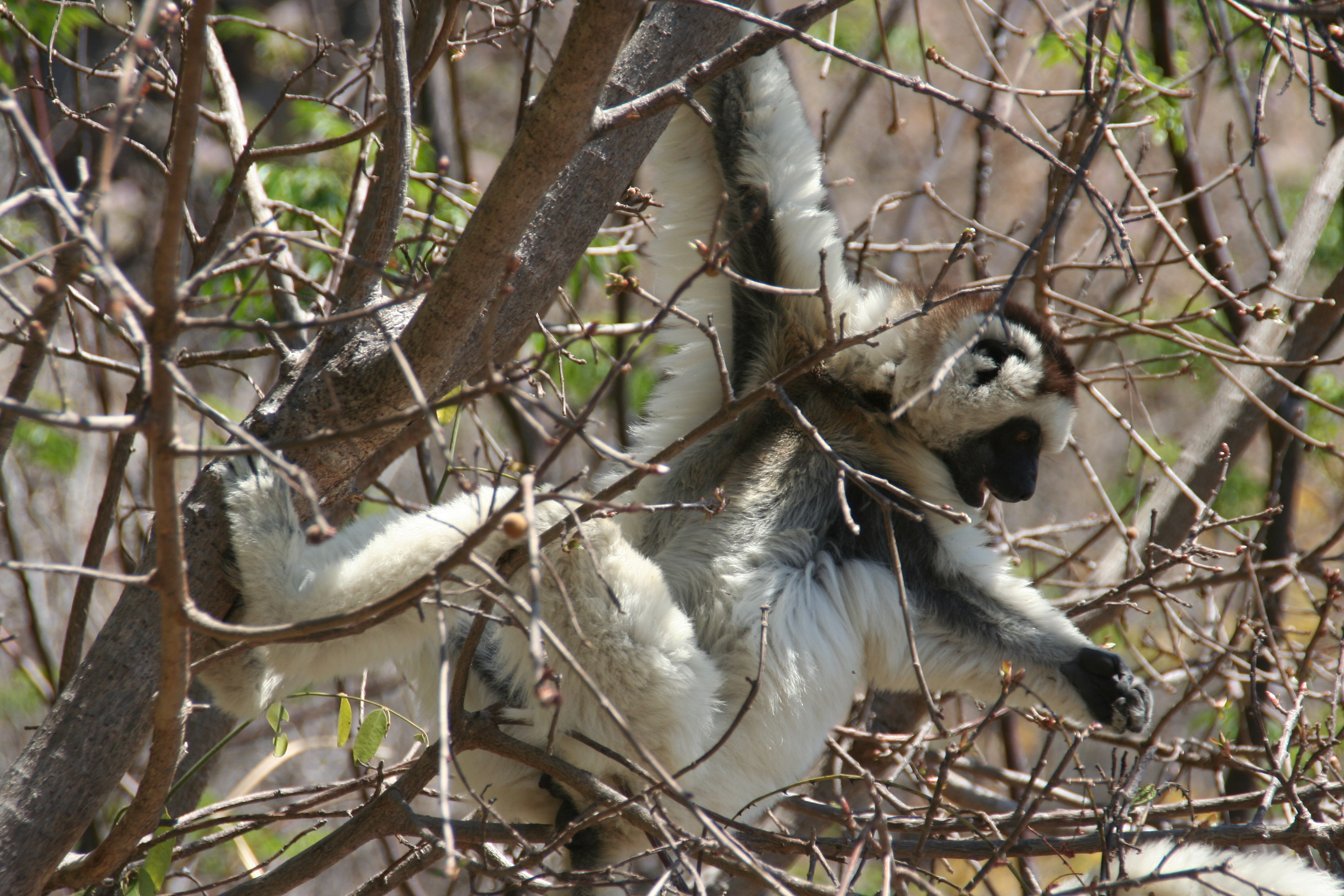
Verreauxsifaka
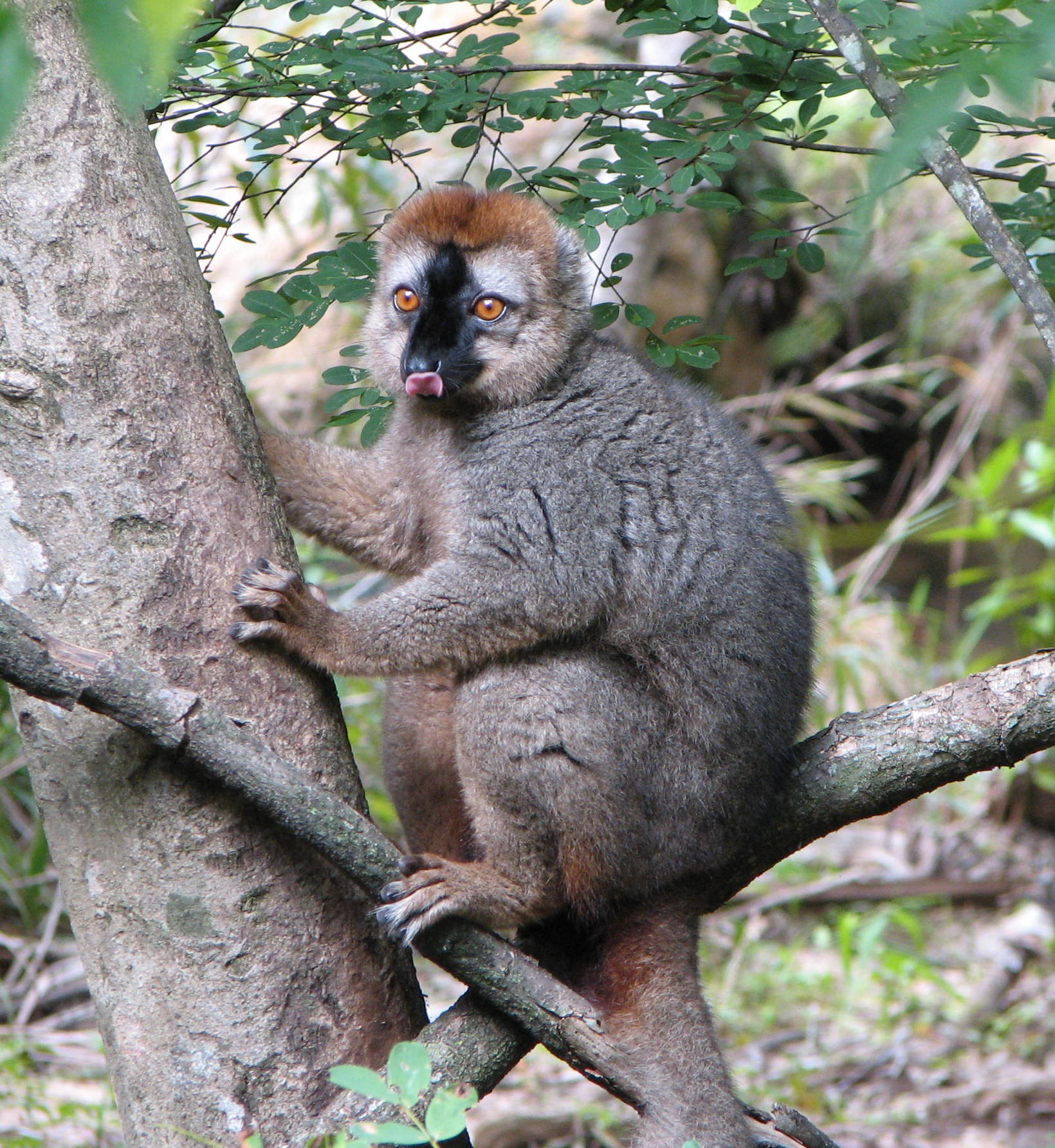
Eulemur rufifrons (vroeger Eulemur rufus genoemd)
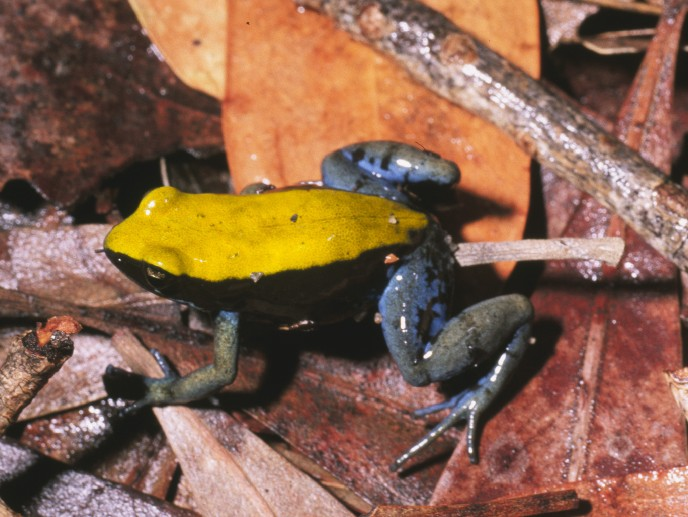
Mantella expectata
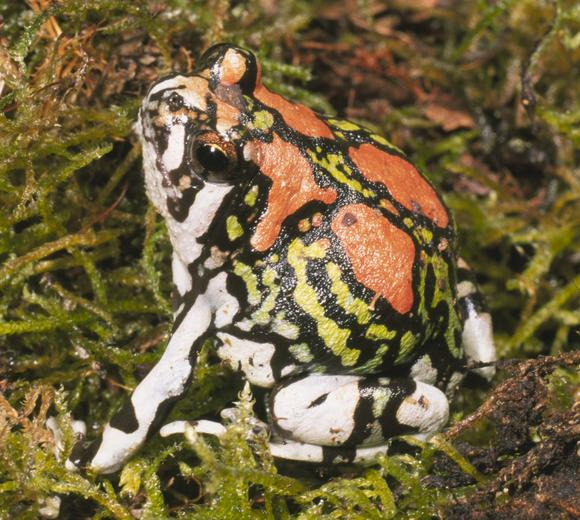
Scaphiophryne gottlebei
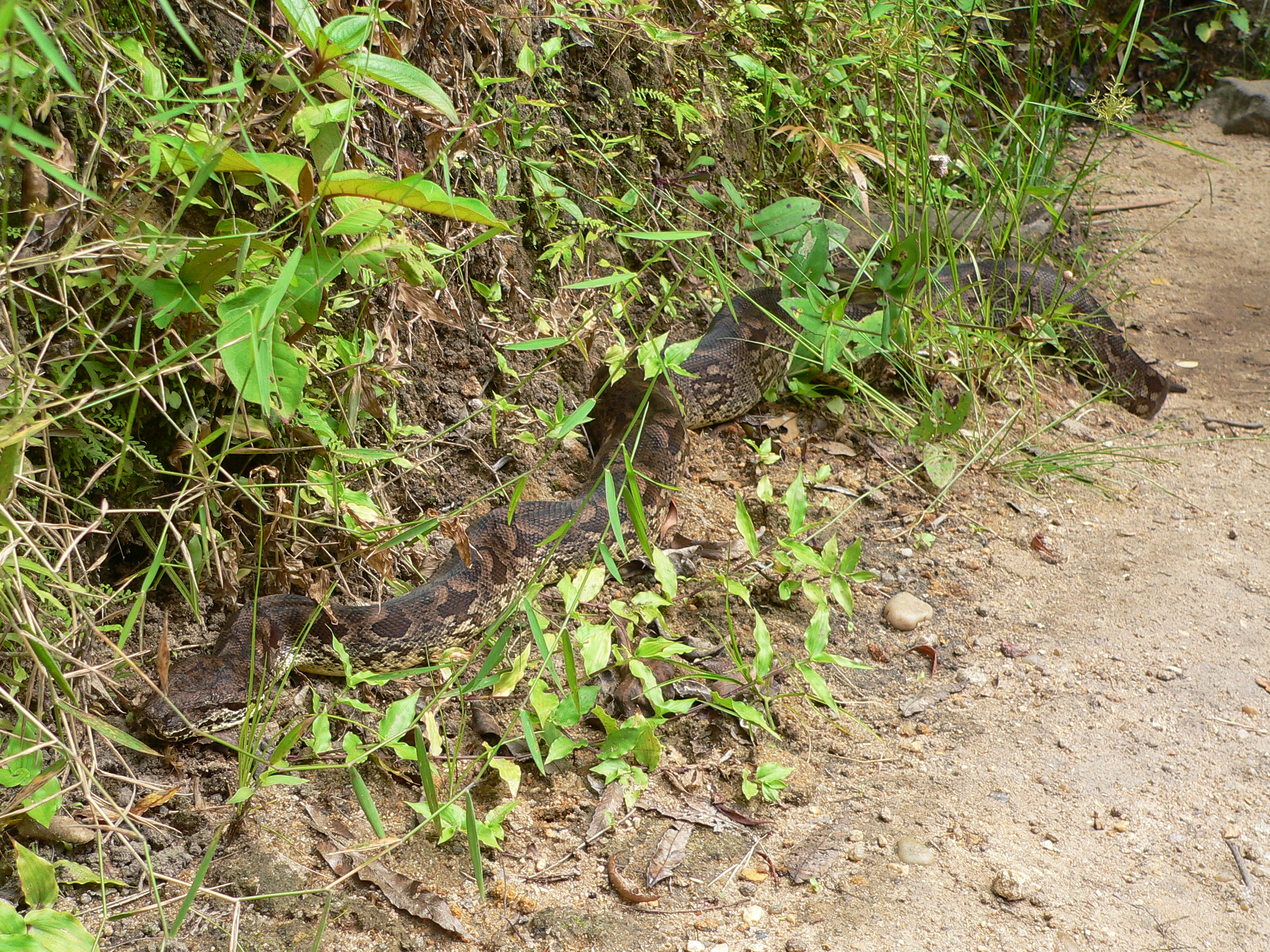
Dumerils Madagaskar-boa in de Namazavallei van Isalo
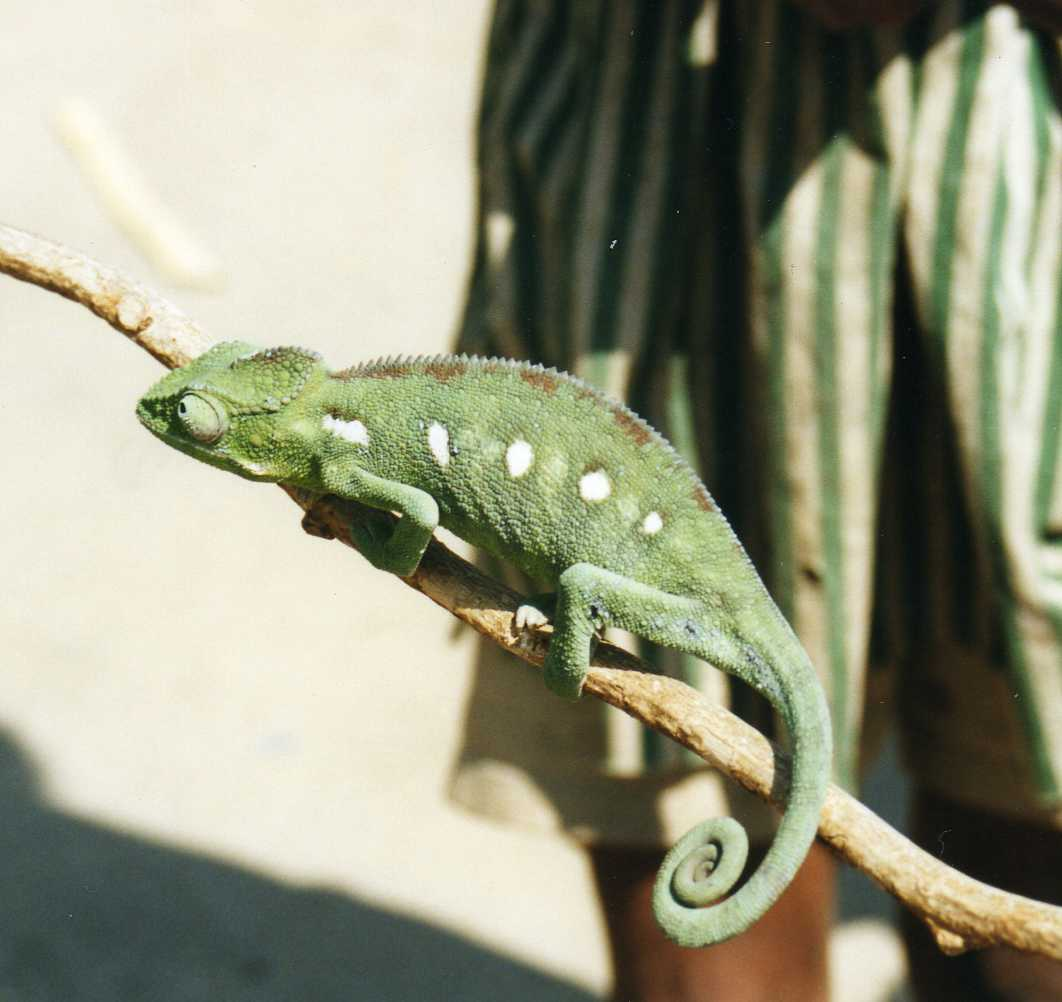
Reuzenkameleon
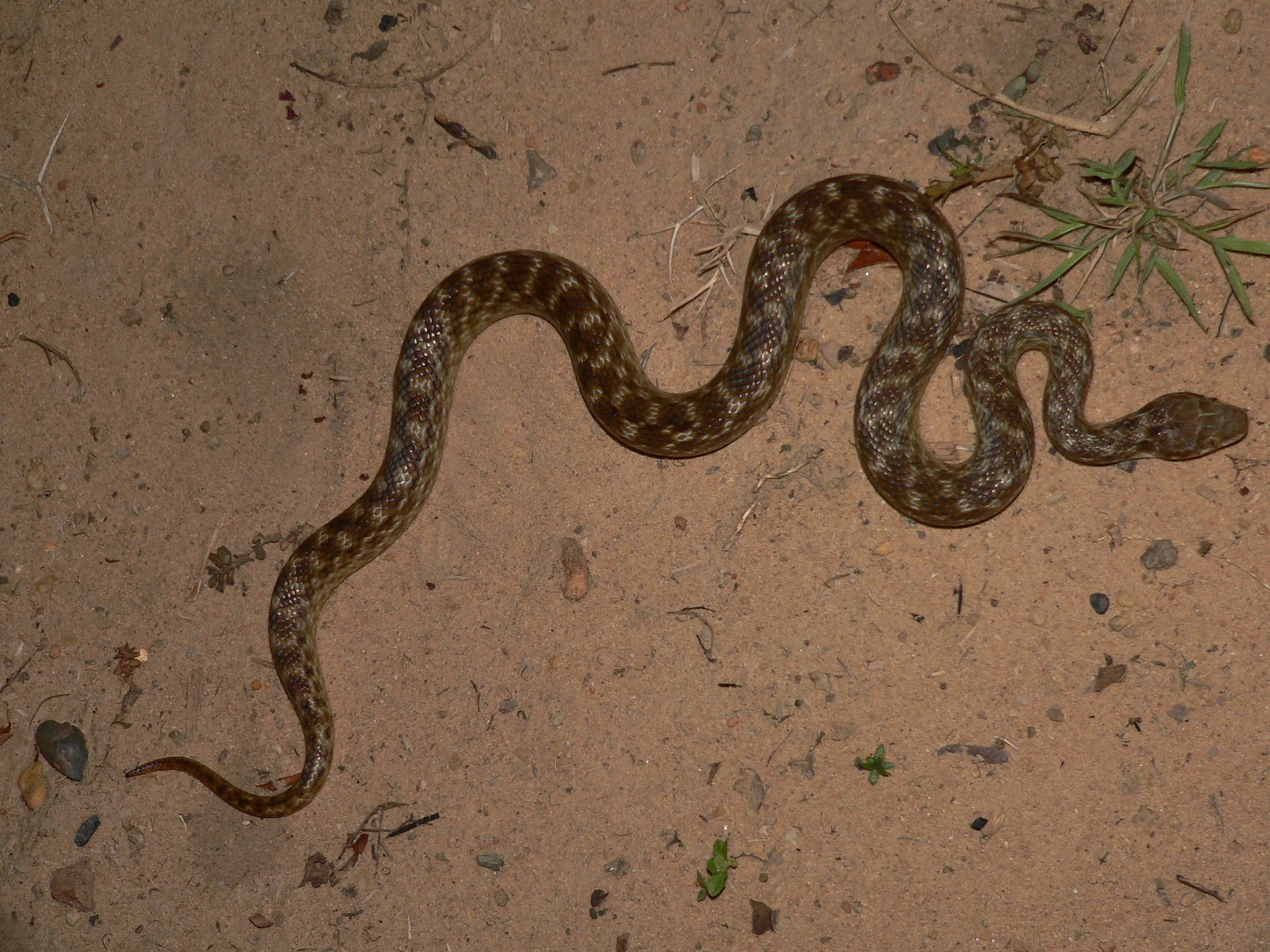
Madagascarophis colubrinus

## Menselijke sporen
In het park liggen enkele begraafplaatsen van de Bara, die hun doden vroeger begroeven in grotten. De doden werden eerst halverwege de hellingen begraven in grotten en na een aantal jaren herbegraven in moeilijk bereikbare grotten hogerop in de massieven. Tegenwoordig mag er niet meer worden begraven.
In het noorden van het park ligt de 'Grotte des Portugais' ("grot van de Portugezen"), ook wel Tenika of Teniky genoemd; een grot van 30 meter lengte en 3 meter hoogte waar in 1527 een aantal Portugese schipbreukelingen schuilden voor de strijd tussen lokale stammen, alvorens ze konden doorreizen naar Fort Dauphin. Volgens een Baralegende leefden er echter ook leden van de Vazimba, het eerste volk dat Madagaskar zou hebben bewoond.

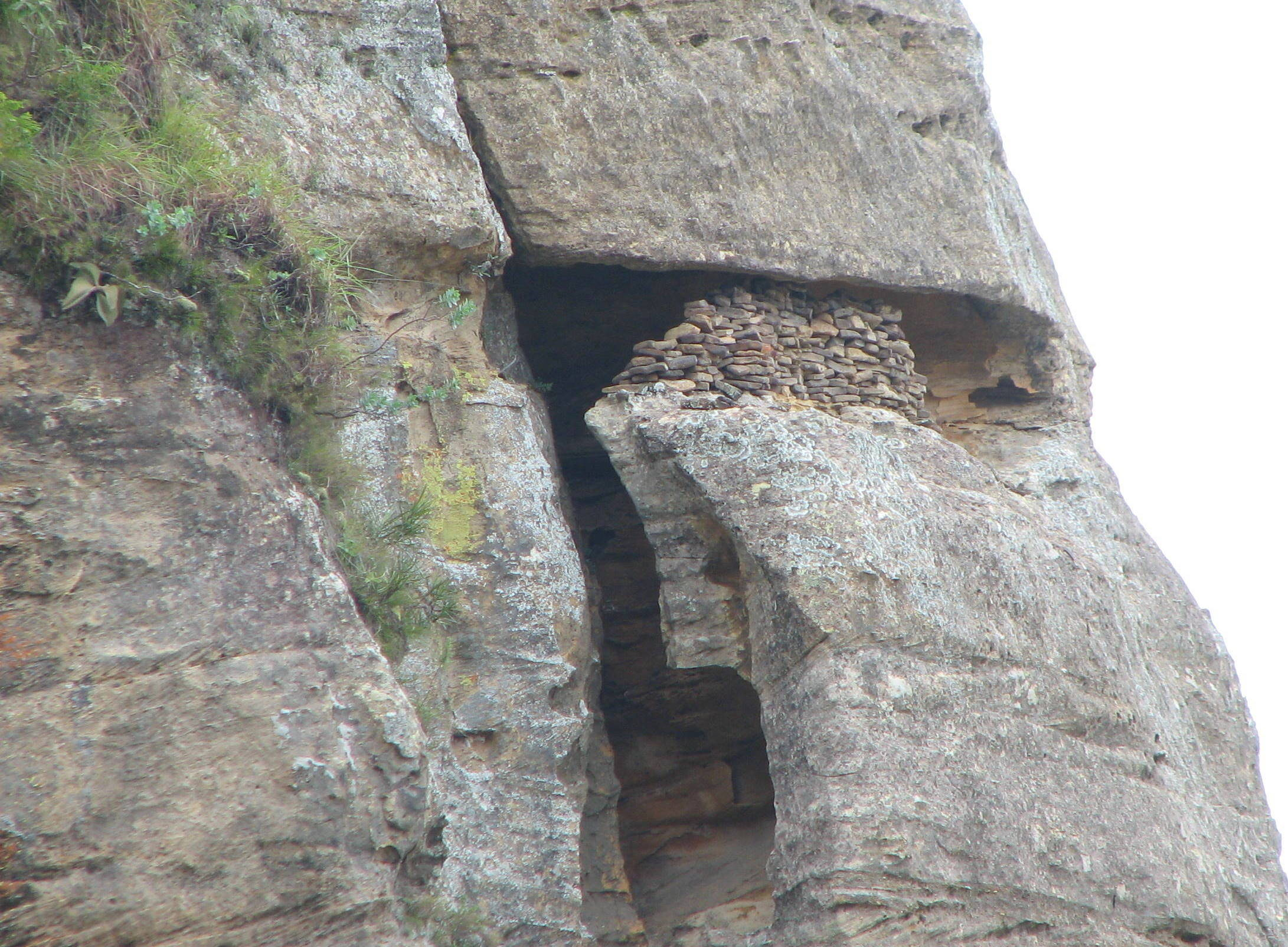
Grotten met Baragraven
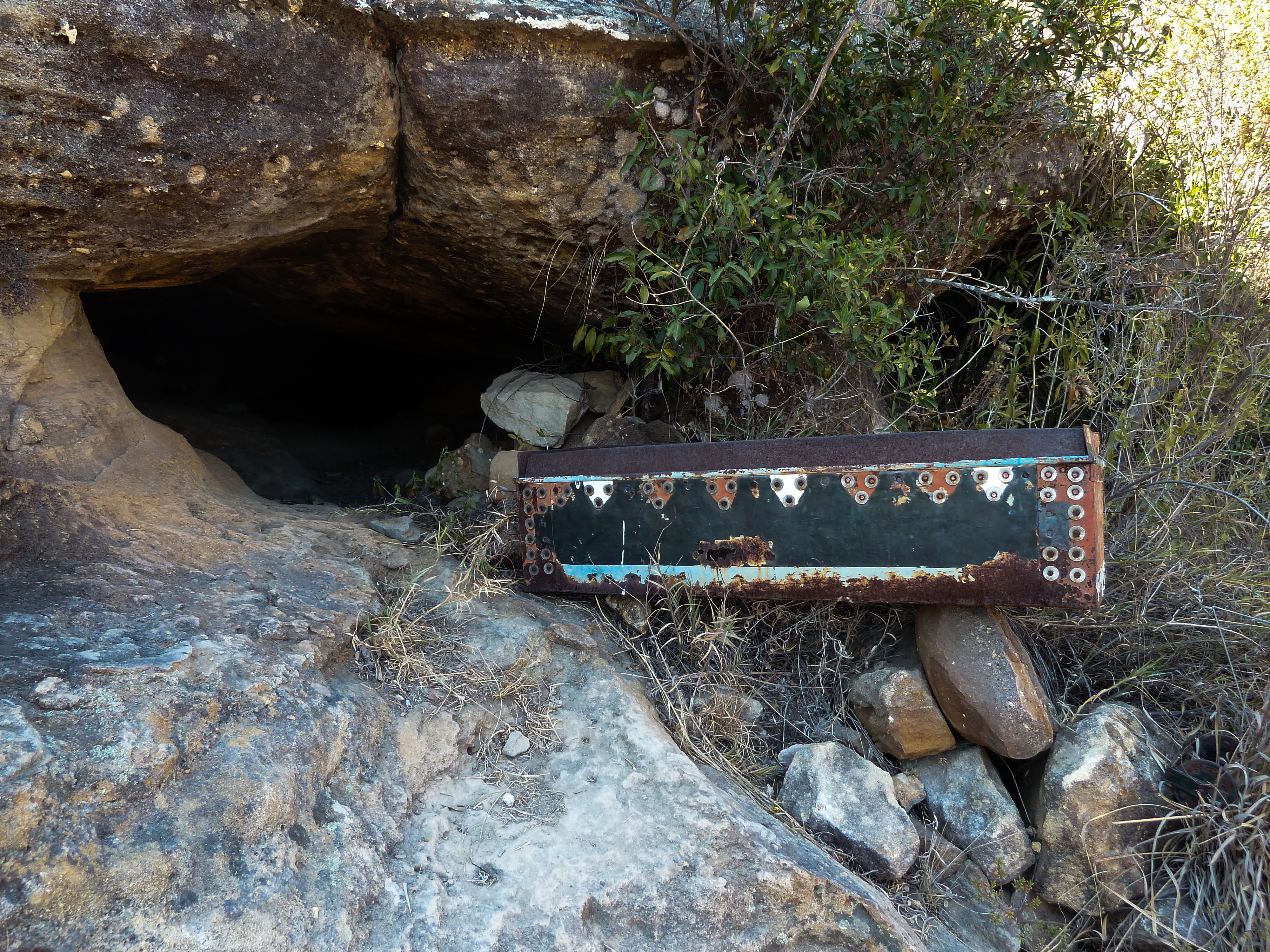
Grafkist ter markering van het tijdelijke rotsgraf van een bepaalde familie. De betreffende grafkist ligt hier zeker sinds begin jaren 1990

Anja Community Reserve ·
Berenty-reservaat ·
Renialareservaat ·
Kirindy Forest ·
Zoölogisch park van Ivoloina